# 埃爾姆赫斯特 (特拉華州)
埃爾姆赫斯特（英語：Elmhurst）是位於美國特拉華州紐卡斯爾縣的一個非建制地區。該地的面積和人口皆未知。

## 地理
埃爾姆赫斯特的座標為39°43′50″N 75°35′24″W / 39.73056°N 75.59000°W，而該地的平均海拔高度為30米（即98英尺）。